# Great Bircham
Great Bircham – wieś w Anglii, w hrabstwie Norfolk, w dystrykcie King’s Lynn and West Norfolk. Leży 53 km na północny zachód od Norwich i 159 km na północ od Londynu.